# 196
196 (сто деветдесет и шеста) година по юлианския календар е високосна година, започваща в четвъртък. Това е 196-а година от новата ера, 196-а година от първото хилядолетие, 96-а година от 2 век, 6-а година от 10-о десетилетие на 2 век, 7-а година от 190-те години.

## Събития
- Консули са Гай Домиций Декстер и Луций Валерий Месала Тразеа Приск.
- Eсен – Клодий Албин e провъзгласен за римски император от британските и испанските легиони.
- Север изпраща убийци на Албин, но без резултат. Албин вдига бунт срещу Север, подкрепен от аристокрацията в Испания и Галия.